# Sierra Sur de Jaén (vino)
Sierra Sur de Jaén es una indicación geográfica utilizada para designar los vinos de la zona vitícola andaluza de la Sierra Sur de Jaén, que abarca los términos municipales de Alcalá la Real, Castillo de Locubín, Frailes, Fuensanta de Martos, Los Villares y las zonas de sierra de los municipios de Alcaudete y Martos, en la provincia de Jaén, España.
Esta indicación geográfica fue reglamentada en 2003.
Actualmente existen 3 bodegas productoras en las inmediaciones de esta indicación geográfica que son:
- Viñedos y Bodega Marcelino Serrano en el municipio de Alcalá la Real.
- Bodegas Campoameno enFrailes.￼ipio de Frailes.
- Bodegas Cefrian en el municipio de Jamilena.￼

## Variedades de uva
Son vinos elaborados con las variedades tintas: Garnacha Tinta, Pinot Noir, Syrah, Cabernet Sauvignon, Tempranillo y Merlot, y con las blancas: Jaén blanco y Chardonnay.

## Tipos de vino
- Blancos: se distinguen entre blancos de año y blancos con envejecimiento.
- Tintos: distinguiéndose igualmente entre tintos del año y tintos con envejecimiento.